# Tatjana Navka
Tatjana Navka (ryska: Татьяна Александровна Навка), född 13 april 1975 i Dnepropetrovsk, Ukrainska SSR, Sovjetunionen, är en rysk konståkerska. Hon har även tävlat för Sovjetunionen och Belarus.
Hon tog guld i OS i Turin 2006 i isdans, tillsammans med Roman Kostomarov.
Navka började åka för Sovjetunionen med Samuel Gezalian. När Sovjetunionen föll började paret tävla för Belarus. De slutade elva i Olympiska vinterspelen 1994. Under Olympiska vinterspelen 1998 tävlade hon med Nikolaj Morozov, även då för Belarus. Samma år valde hon att börja tävla med Roman Kostomarov och började därefter tävla för Ryssland. Nakva och Kostomarov vann världsmästerskapen 2004 och 2005. De vann också Europamästerskapen.